# Adam Müller (konstnär)
Adam August Müller, född 16 augusti 1811 i Köpenhamn, död 15 mars 1844, var en dansk målare, son till Peter Erasmus Müller, bror till Ludvig Müller. 
Müller fick sin utbildning vid konstakademien och hos Eckersberg. Hans första arbeten, porträtt, historiska kompositioner och altartavlor, väckte uppmärksamhet genom målarens inom den danska skolan ovanliga blick för färgen.  
Efter att ha vunnit stora guldmedaljen 1838 målade han Luther på riksdagen i Worms (i Helligaandskirke 1838, skiss i Hirschsprungska galleriet 1836), konstnärens främsta arbete.   
I Italien uppehöll Müller sig 1839–42 och studerade särskilt Rafael. Hans förnämsta arbete under denna tid var Kristus och evangelisterna (1842, Thorvaldsens museum). 
Efter sin hemkomst fullbordade han Den förlorade sonen av liknelsen om den förlorade sonen. Müller var en själfull och svärmisk konstnär, den ende eteriskt anlagde bland Eckersbergs lärjungar. I konstmuseet representeras han av ett barnporträtt.